# Johan Kirkmand
 Der er for få eller ingen kildehenvisninger i denne artikel, hvilket er et problem. Du kan hjælpe ved at angive troværdige kilder til de påstande, som fremføres i artiklen.

Johan Kirkmand er en dansk tidligere højskolelærer, som er far til Bjarke Olsen Kirkmand, der i 2005 blev dræbt af en vejsidebombe i Irak. Han har efter sønnens død taget initiativ til offentligt at gå imod Danmarks deltagelse i Irakkrigen og den efterfølgende militære indsats i landet.

## Baggrund
Johan Kirkmand er uddannet lærer fra Den frie Lærerskole i Ollerup (uddannet 1968), har været højskoleforstander og var far til fem, heraf to drenge, hvoraf sønnen Bjarke var den yngste.
Han er oprindeligt sønderjyde, men bor nu på Hundslund i nærheden af Horsens, han er vokset op med familiemedlemmer der kæmpede på tysk side i Første verdenskrig og hans ældste søn, Rune Kirkmand, har været udsendt som soldat i den fredsbevarende FN-styrke, i Bosnien. Selv aftjente han sin værnepligt ved Slesvigske Fodregiment i Haderslev.
Udover at være aktiv imod den danske militære engagement styrke i Irak, er Johan Kirkmand foredragsholder.

## Indmeldelse i Grundlovskomiteen af 2003
Johan Kirkmand indmeldte sig, sammen med sin kone, i november 2005, i Grundlovskomiteen 2003 vedr. Irak-krigen, ca. en måned efter sønnens død. Hans indmeldelse og stævning imod statsminister Anders Fogh Rasmussen har vakt mediernes opmærksomhed og han har også indrømmet at han flere gange er blevet bebrejdet for at indmelde sig og stævne statsministeren.
Johan Kirkmand, som var uenig med sin søn omkring krigen og den efterfølgende fredsskabende indsats, har længe ment at Danmarks deltagelse i Irakkrigen er ulovlig og grundlovsstridig, i henhold til Grundlovens §19. stykke 2., som siger:
Bortset fra forsvar mod væbnet angreb på riget eller danske styrker kan kongen ikke uden Folketingets samtykke anvende militære magtmidler mod nogen fremmed stat. Foranstaltninger, som kongen måtte træffe i medfør af denne bestemmelse, skal straks forelægges Folketinget. Er Folketinget ikke samlet, skal det uopholdeligt sammenkaldes til møde.
Han har henvist til at det var et lille flertal(68 mod 60) som godkendte Danmarks deltagelse i Irakkrigen og at FN´s generalsekretær og andre lande har erklæret at Irakkrigen er i strid med folkeretten, samt FNs charter for krigsførelse.
Han mente på det tidspunkt, at de danske styrker skulle ud af Irak, inden jul, men siden de ikke er det, mener han de skal ud nu.

## Efter 2005
I marts 2006, optrådte Johan Kirkmand, på TV 2, hvor han blev interviewet om sin holdning til Irakkrigen og om sønnens død. Han sagde i interviewet:
"Jeg mener de danske styrker skal hjem, det er bedre at de trækkes hjem i dag, end de gør i morgen."
Intervieweren spurgte også: "Var det ikke det rigtige at fjerne en diktator?"
"Nej! Du kan ikke fjerne et styre der er internationalt anerkendt og lovligt, uden et gyldigt FN-mandat!"
Intervieweren: "Din søn valgte af egen fri vilje at tage til Irak for at kæmpe for retfærdighed. Kan man ikke sige at du gør det modsatte af, hvad han ønskede?"
"Jo! Det kan man godt! Men, før han tog af sted, spurgte han mig, om jeg ikke nok ville lade være med at gå offentligt imod krigen, sådan at han ikke blev offer for repressalier fra sine kammerater nede i Irak, det lovede jeg og det har jeg så holdt. Jeg er blevet bebrejdet for det. Men, han er jo her ikke mere, han ligger oppe på Gangsted kirkegård."
Den 4. august 2006,blev Johan Kirkmand og hans kone, Kirsten Kirkmand, afvist af kammeradvokaten om at føre sag mod Anders Fogh Rasmussen for grundlovsbrud ved at lade Danmark være med i koalitionen som invaderede Irak.
Kammeradvokaten mente, at Folketingets beslutning om at gå ind i Irak i 2003 og beslutningen om at sende fredsbevarende styrker til landet i 2005, under FN-mandat, hvor Bjarke Kirkmand blev dræbt, er to forskellige ting.
»Om Folketingets beslutning om at gå ind i Irak var grundlovsstridig eller ej har ikke et hammerslag at gøre med, at Bjarke Kirkmand blev dræbt i Irak«, sagde kammeradvokat Karsten Hagel-Sørensen.
Den 8. juli 2006, Modtog Johan Kirkmand en pris, fra Carl Scharnberg´s Uofficielle Fond, med følgende begrundelse:
Johan Kirkmand udgiver 4. oktober 2006 en bog om familiens overvejelser om Irak-krigen og sønnen Bjarkes død. Bogen kan ses som en advarsel til unge mennesker, der overvejer at deltage som soldat i Irakkrigen – en krig som efter familiens vurdering blev indledt på et grundlovsstridigt grundlag.
Hans bog udkom den 4. oktober 2006, den bærer titlen Dræbt i krig (Forlaget Documentas, 64 sider). Ved udgivelsesdatoen uddelte Johan Kirkmand bogen gratis ud til medlemmer af Folketinget, i håb om at de ville ombestemme sig om den fredsstøttende indsats i landet.
Johan Kirkmand åbnede i 2006 en hjemmeside, hvor han har startet en underskriftsindsamling, hvor han stadig ønsker at de danske styrker i Irak skal hjem.
I februar 2007, da statsminister Anders Fogh Rasmussen, meddelte at de danske styrker ville blive trukket tilbage, og at der kun ville være et helikopterbidrag samt officerer der ville træne de irakiske sikkerhedsstyrker og at den civile bistand ville blive forstærket, fra august, udtrykte Johan Kirkmand tilfredshed ved at de bliver trukket hjem.

## Kritik
Johan Kirkmand, er flere gange blevet kritiseret for sit engagement imod den danske indsats i Irak.
Kritikerne har henvist til at FN ikke fungere som lovgiver, at det er flertallet som tager beslutningerne i et demokrati samt at de danske styrker i Irak er udsendt med et FN-mandat.
Kritikerne mener endvidere at Johan Kirkmand udelukkende, er følelsesmæssig engageret i sagen, fordi hans søn døde.

## Bøger
Kirkmand, Johan: Dræbt i krig: Premierløjtnant Bjarke Olsen Kirkmand (Forlaget Documentas, 2006, 78 sider)